# Gani
Gani – wieś w Botswanie w dystrykcie North West. Według spisu ludności z 2011 roku wieś liczyła 727 mieszkańców.